# Gulden
Gulden – moneta bita w krajach germańskich od XIV wieku, odpowiednik florena.
- gulden gdański – waluta Wolnego Miasta Gdańska (kod XDGG) emitowana przez Bank Gdański (Bank von Danzig). Wprowadzony pod koniec 1923 roku w miejsce zdewaluowanej marki gdańskiej, został powiązany z funtem szterlingiem. 1 GBP = 25 XDGG. XDGG dzielił się na 100 fenigów gdańskich.
- gulden holenderski – jednostka walutowa Holandii od XVII wieku do 2002 roku.
- gulden austro-węgierski – oficjalny środek płatniczy Austro-Węgier do reformy walutowej w 1892 roku, kiedy to został zastąpiony przez koronę austro-węgierską.
- gulden pruski – jednostka monetarna w Prusach, składał się z 30 groszy.
- gulden surinamski – waluta Surinamu do 2004 roku.

## Złote guldeny – galeria

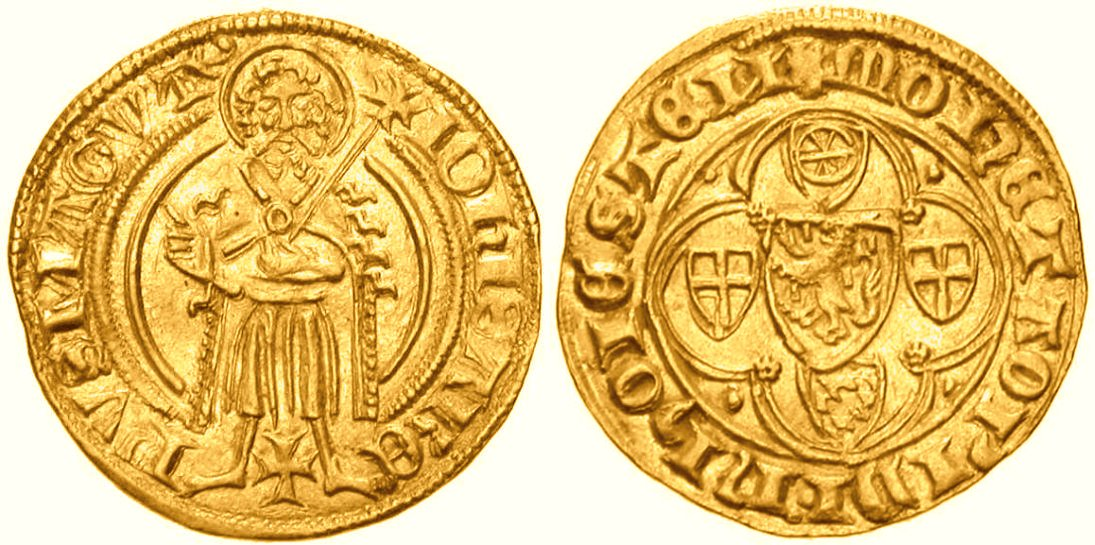
Moguncja, 1399–1402
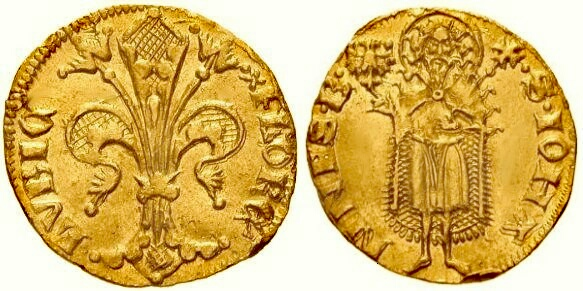
Lubeka, 1341
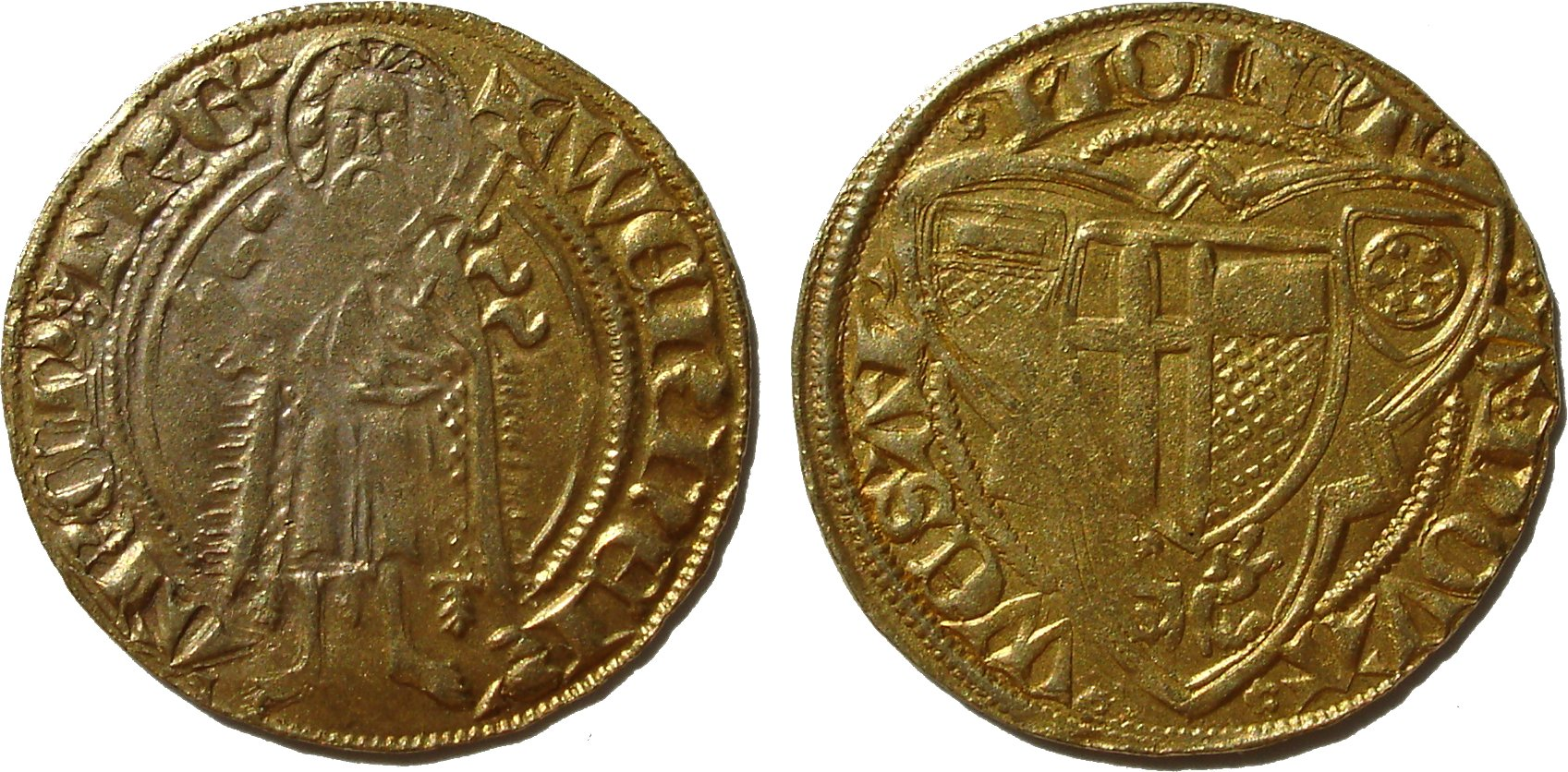
Trewir, 1414–1417
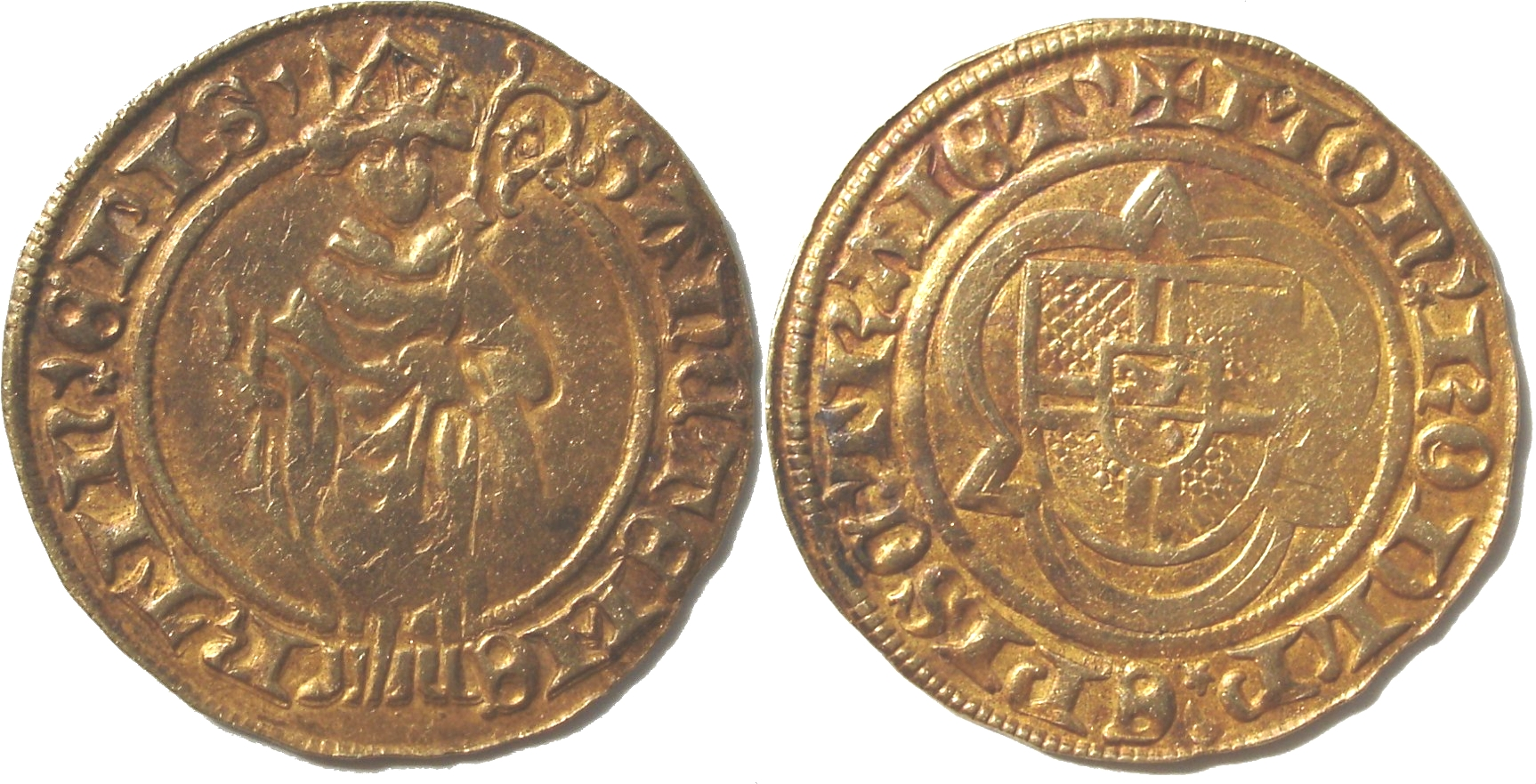
Utrecht, 1433–1455